# EnCicla
EnCicla est le système de vélos en libre-service de Medellín, en Colombie, disponible depuis le 10 octobre 2011. La conception et la fabrication des vélos fut confiée à des diplômés en ingénierie de conception de produits de l'Université EAFIT (en),. En octobre 2021, le système comptait près de 114 000 utilisateurs.
Les vélos du réseau sont souvent la cible d'actes de vandalisme. En 2020, après 9 ans d'opération, 109 véhicules avaient été volés soit 6,4 % du total de la flotte.